# Castello di Tentschach
Il castello di Tentschach (Schloss Tentschach in tedesco) si trova nella frazione omonima del comune austriaco di Klagenfurt am Wörthersee nel distretto di Klagenfurt-Land, in Carinzia e la sua costruzione risale al XIII secolo.

## Storia

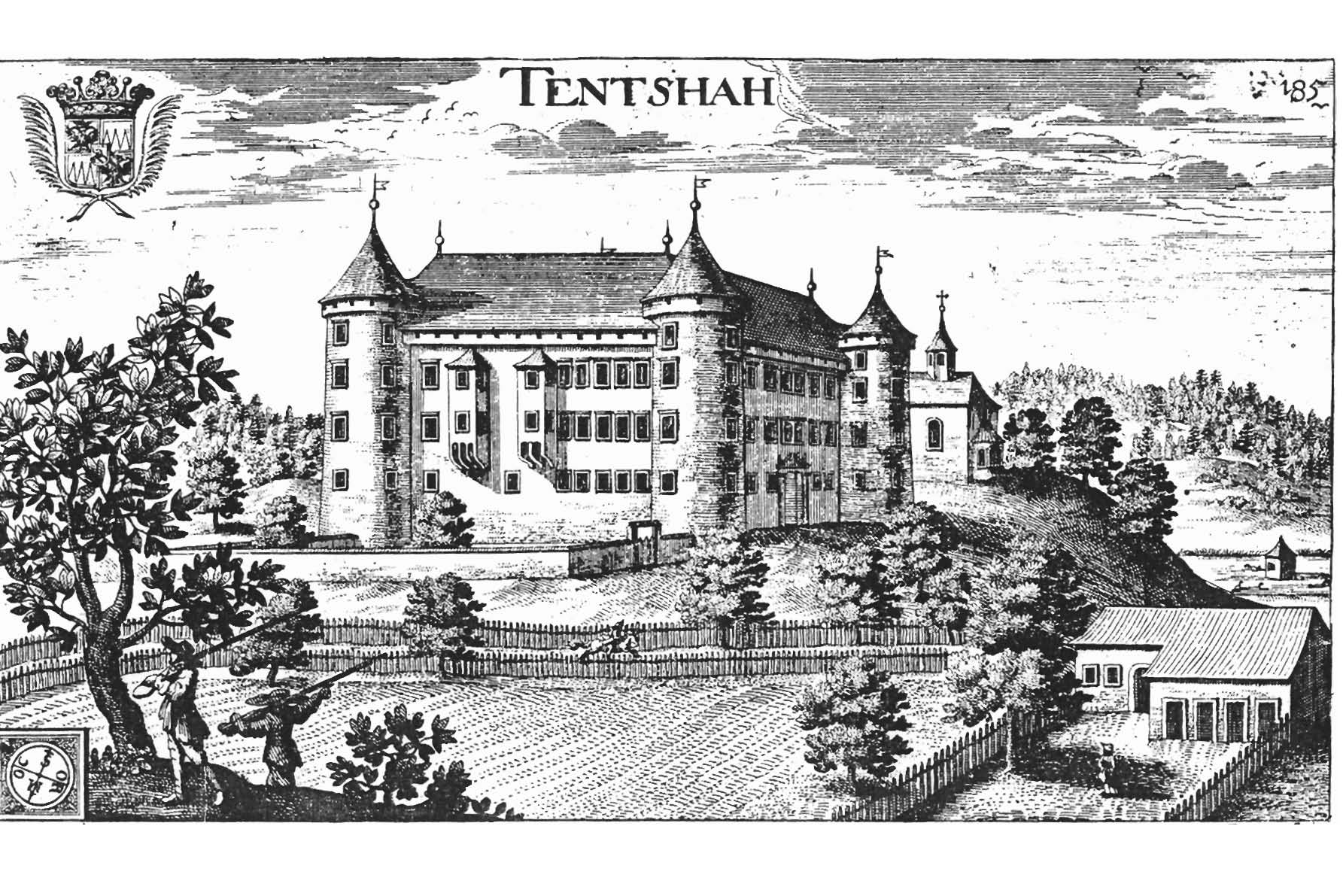
Stampa raffigurante il castello di Tentshah nel 1680

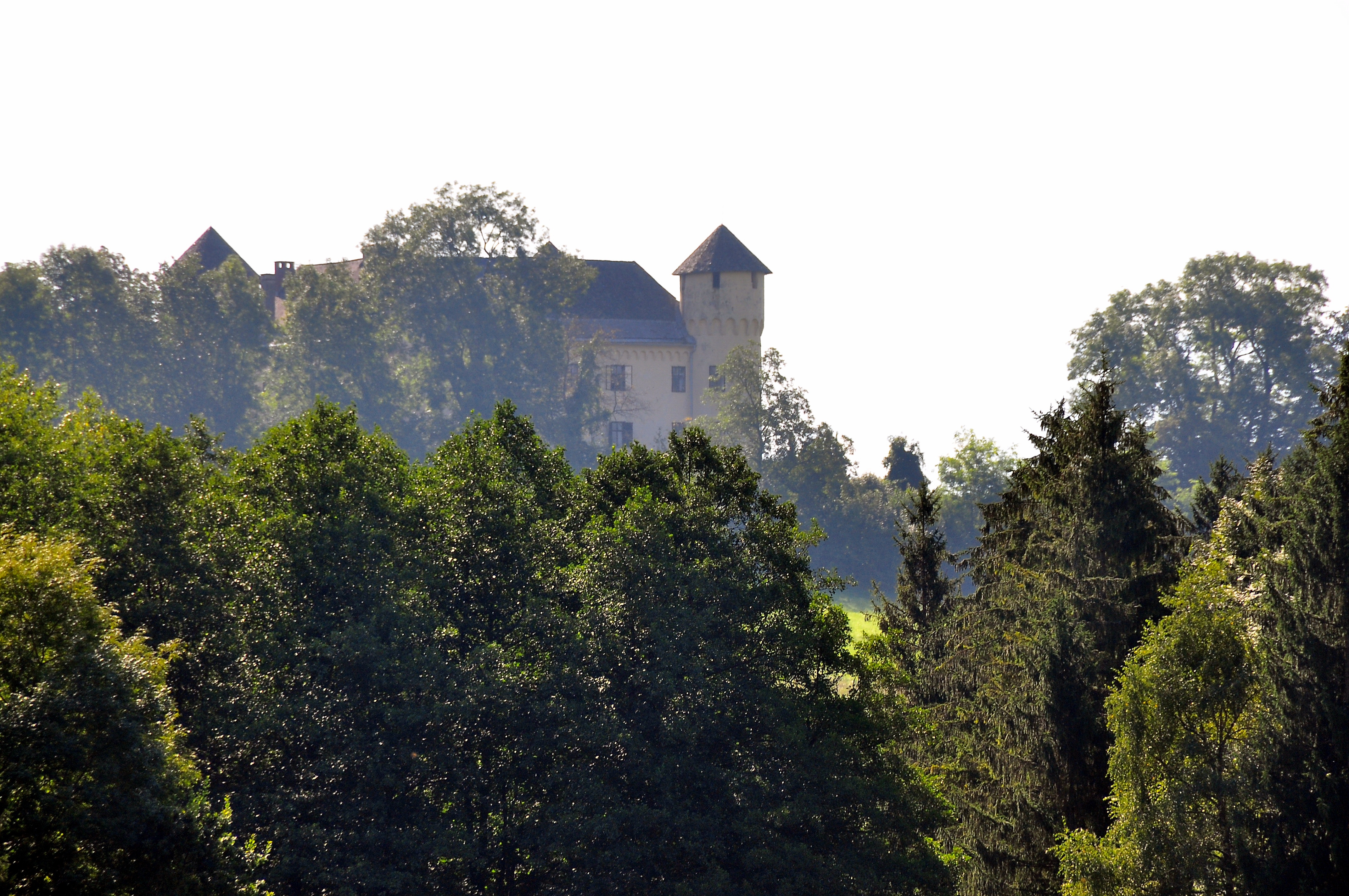
Castello di Tentshah

Un documento emesso nel 1236 fa dedurre l'esistenza a Tentschach di un castello poiché riporta il nome del signore locale, Fridericus de Stenzach. Nel 1274 Filippo, figlio del duca Bernhard von Spanheim, citò in un documento inviato al principe vescovo di Bamberga citò ancora l'edificio che, in quel periodo, potrebbe essere già appartenuto al signore Hainricus de Tensach, dignitario di corte del sovrano nominato nel 1284.
La famiglia nobile dei Tentschach si estinse intorno alla metà del XIV secolo e a loro, come signori del castello, successero prima i Gera e poi Servatius Pibriacher. Il figlio di  Servatius, Wolfgang, vendette la proprietà a Wilhelm Rumpf von Wullross intorno al 1480 poi, quasi un secolo più tardi, il feudo venne assegnato a Moritz Rumpf che poco dopo lo cedette a Hans Pruggmayer. Il castello che ci è pervenuto in stile rinascimentale venne riedificato sull'antica struttura medievale attorno al XVII secolo ma non accertato se furono 
i Rumpf o i Pruggmayer a decidere tale modifica. Nel 1686 fu venduto da Wolf Siegmund Pruggmayer al conte Johann Wilhelm Attems che fece nuovamente restaurare l'edificio. Suo figlio nel 1693 lo vendette a Karl Ludwig von Kliess che nello stesso anno lo cedette a Clemens Ferdinand Freiherr von Kaiserstein. Questi ne decise un notevole ampliamento e, quando l'ultimo membro maschile della famiglia von Kaiserstein morì nel 1848, la sorella Philippine, consorte di Georg Göschen, ne ereditò la proprietà. Verso la fine del XIX secolo Oskar Göschen fece apportare importanti modifiche secondo il gusto dell'epoca. Nel 1913, poco prima dello scoppio della prima guerra mondiale, il castello venne requisito poiché apparteneva all'ambasciatore britannico a Berlino, sir Edward Goschen del ramo inglese della famiglia e destinato a sanatorio per la convalescenza dei soldati affetti da malattie polmonari. Dopo la fine del conflitto la famiglia Goschen riebbe la proprietà e la mantenne fino alla seconda metà del XX secolo.

## Descrizione

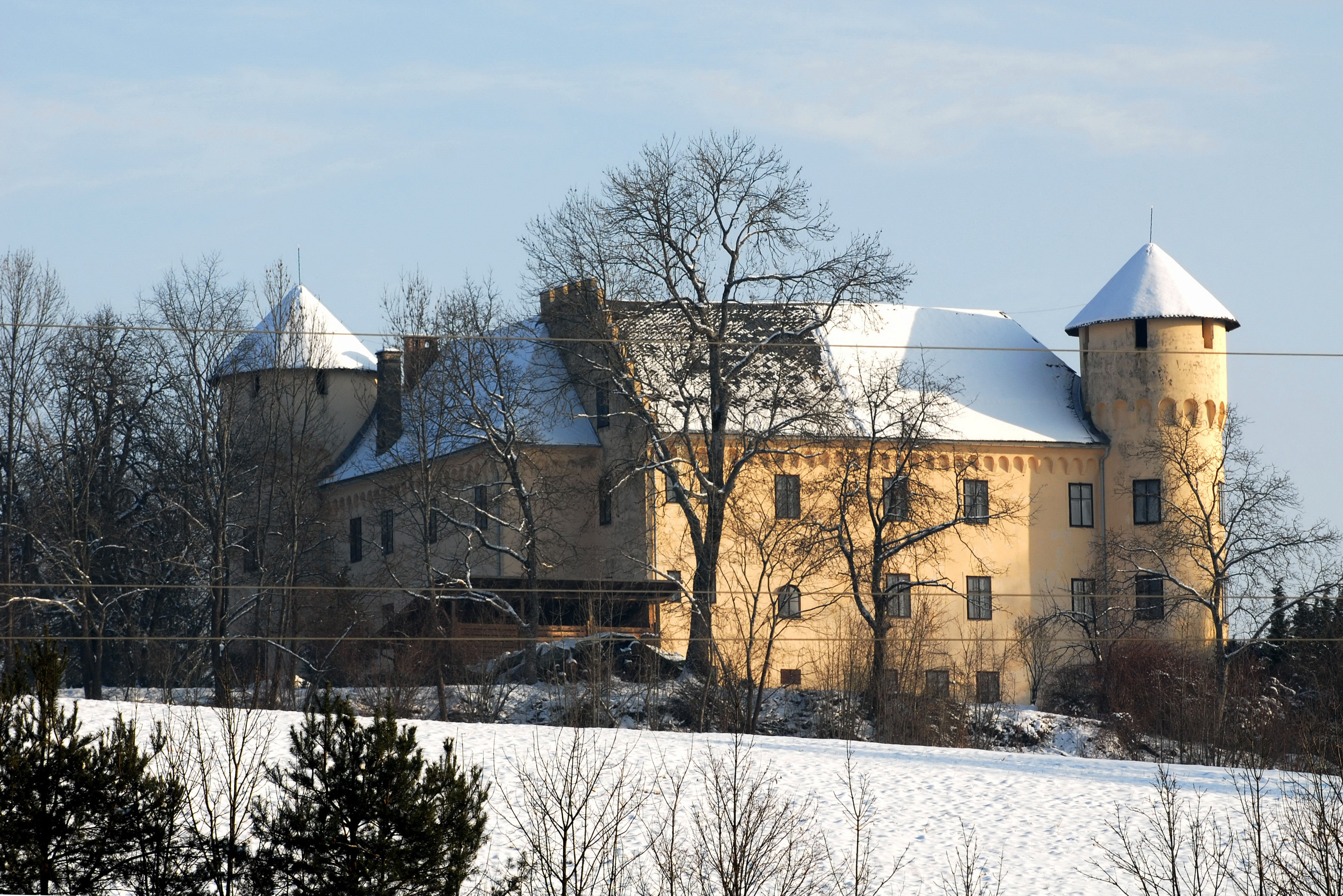
Immagine invernale

Il castello si trova su un'altura nella frazione di Tentschach situata a nord del comune austriaco di Klagenfurt am Wörthersee nel distretto di Klagenfurt-Land in Carinzia.
La struttura ha tre piani e conserva l'aspetto di un castello del XVI secolo con quattro ali che racchiudono il cortile interno quasi quadrato. Su tre vertici ha massicce torri rotonde che originariamente erano coperte da cupole a cipolla poi sostituite da tetti con forma conica. La torre di nord-est è probabilmente la parte più antica di tutto il complesso. Al piano terra si trova la cappella privata che nel 1700 venne dedicata a san Nicola e che ha particolare interesse per il suo altare maggiore arricchito dalla pala donato dalla famiglia Kaiserstein. Anche le finestre neogotiche a traforo ad arco acuto con le vetrate policrome sono importanti perché conservano otto stemmi delle precedenti famiglie proprietarie. Sopra il portale molto semplice è visibile una pietra col simbolo preromanico con quattro croci circondate da cerchi. La facciata maggiormente significativa del castello è quella a meridione col portale bugnato e con arco a tutto sesto sormontato dal bovindo poligonale. Nella parte inferiore conserva tre stemmi. Due sono delle famiglie Kaiserstein e Goschen mentre il terzo riporta la scritta: chi eredita Tentschach ce l'ha e c'è spazio per il suo stemma. Gli interni sono arredati con cura, i soffitti sono decorati e le porte sono con rilievi a stucco. Nella sala da pranzo è presente un monumentale tavolo rotondo intarsiato del diametro di tre metri. Accanto al castello si trovano gli edifici un tempo agricoli che servivano la proprietà. Si conservata una parte dell'antica cinta muraria e sono presenti giardini e un parco ben curato.

### Bene architettonico tutelato
Il castello di Tentschach in Austria è un bene sottoposto a tutela artistica col numero 34570.